# Jio (azienda)
Reliance Jio Infocomm Limited, conosciuta come Jio, è una società di telecomunicazioni indiana e una controllata di Jio Platforms (essa stessa controllata da Reliance Industries), con sede a Mumbai, Maharashtra, India . Gestisce una rete LTE nazionale con copertura in tutti i 22 Telecom Circles (anche conosciuti come 'telecom service areas') in cui è stata divisa la nazione. Non offre servizi 2G o 3G e utilizza solo voice over LTE per fornire servizi vocali sulla sua rete 4G.
Jio è stato lanciato il 27 dicembre 2015 con una beta per partner e dipendenti, ed è diventato pubblicamente disponibile il 5 settembre 2016. Al 31 dicembre 2019, è il più grande operatore di rete mobile in India e il terzo più grande operatore di rete mobile al mondo con oltre 38,75 crore (387,5 milioni) di abbonati.

## Storia
La società è stata registrata ad Ambawadi, Ahmedabad, Gujarat il 15 febbraio 2007 come Infotel Broadband Services Limited (IBSL). Nel giugno 2010, Reliance Industries (RIL) ha acquistato una partecipazione del 95% in IBSL per ₹ 4,800 crore. Sebbene non quotata, IBSL è stata l'unica azienda che ha vinto lo spettro a banda larga in tutte le 22 'aree di servizio' in India, nell'asta 4G che ha avuto luogo all'inizio di quell'anno. Successivamente, continuando come filiale di telecomunicazioni di RIL, Infotel Broadband Services Limited è stata ribattezzata Reliance Jio Infocomm Limited (RJIL) nel gennaio 2013.
Nel giugno 2015, Jio ha annunciato che avrebbe iniziato le sue operazioni in tutto il paese entro la fine del 2015. Tuttavia, quattro mesi dopo, in ottobre, la società ha posticipato il lancio al primo trimestre dell'esercizio finanziario 2016-2017.
Successivamente, nel luglio 2015, un PIL (contenzioso pubblico) presentato alla Corte Suprema da una ONG chiamata Center for Public Interest Litigation, tramite Prashant Bhushan, ha contestato la concessione di una licenza pan-indiana a Jio da parte del governo indiano. Nel PIL veniva affermato che all'azienda era stato consentito fornire telefonia vocale insieme al suo servizio dati 4G, pagando una commissione aggiuntiva di soli ₹ 165,8 crore che era arbitrario e irragionevole e ha contribuito a una perdita di ₹ 2,284,2 crore all'erario nazionale. Il Dipartimento indiano delle telecomunicazioni (DoT), tuttavia, ha spiegato che le regole per lo spettro 3G e BWA non hanno impedito ai vincitori BWA di fornire anch'essi la telefonia vocale: di conseguenza, il PIL è stato revocato e le accuse sono state respinte.
I servizi 4G sono stati lanciati internamente il 27 dicembre 2015. La società ha lanciato commercialmente i suoi servizi 4G il 5 settembre 2016, offrendo servizi voce e dati gratuiti fino al 31 dicembre  prorogati successivamente fino al 31 marzo 2017. Entro il primo mese, Jio ha annunciato di aver acquisito 1,6 crore (16 milioni) di abbonati. Jio ha superato i 5 crore (50 milioni) di abbonati in 83 giorni dal suo lancio, successivamente ha superato i 100 milioni di abbonati il 22 febbraio 2017  A ottobre 2017 aveva circa 13 crore (130 milioni) di abbonati.
Nel settembre 2019, Jio ha lanciato un servizio in fibra ottica per la casa, offrendo servizi domestici a banda larga, televisione e telefono.
Dall'aprile 2020, Reliance Industries ha raccolto 152.056 ₹ crore (21 miliardi di dollari) vendendo il 32,97% del capitale azionario di Jio Platforms. Facebook ha acquisito il 10 per cento della società indiana per $ 5,7 miliardi (€ 5,2 miliardi).

### Alleanze
Nel febbraio 2016, Jio ha annunciato un'alleanza globale di operatori di rete mobile che include:
- BT Group
- Deutsche Telekom
- Millicom
- Orange SA
- Rogers Communications
- MTS
- Telia Company
- Telecom Italia

### Partnership
Jio condivide lo spettro delle frequenze con Reliance Communications: l'accordo di condivisione è per la banda 800 MHz su sette "circle" (aree) diversi dai 10 di cui Jio è già in possesso.
Nel settembre 2016, Jio ha firmato un patto con BSNL per il roaming intra-circle che consentirebbe agli utenti degli operatori di utilizzare lo spettro 4G e 2G l'uno dell'altro in modalità roaming nazionale.
Nel febbraio 2017, Jio ha annunciato una partnership con Samsung per lavorare su LTE - Advanced Pro e 5G.

## Prodotti e servizi

### Banda larga mobile
La società ha lanciato i suoi servizi a banda larga 4G in tutta l'India nel settembre 2016. Jio offre servizi voce e dati di quarta generazione (4G), insieme a servizi periferici come messaggistica istantanea e streaming di film e musica.

### JioFiber
Nell'agosto 2018, Jio ha iniziato a testare una nuova fibra FTTx per il servizio domestico noto come Jio GigaFiber, tra cui Internet a banda larga con velocità comprese tra 100 e 1000 Mbit/s, nonché servizi di televisione e telefonia fissa.

### Dispositivi
Jio ha anche commercializzato telefoni cellulari in co-branding.
Smartphone LYF: Il 25 gennaio 2016, la società ha lanciato la serie di smartphone LYF  (costruiti insieme alla partnership con Intex, società indiana dedita alla produzione di smartphone) a partire da Water 1, attraverso la sua catena di punti vendita al dettaglio di elettronica, Reliance Retail.
JioPhone è una linea di feature phone commercializzata da Jio. Il primo modello, rilasciato nell'agosto 2017, è stato posizionato come un feature phone compatibile LTE di tipo "conveniente". Il device utilizza la piattaforma KaiOS (derivata dal defunto Firefox OS),
Nel luglio 2018, l'azienda ha presentato JioPhone 2, un modello aggiornato nella forma con una tastiera QWERTY e un display orizzontale. Jio ha anche annunciato che le app Facebook, WhatsApp e YouTube sarebbero diventate disponibili per i due telefoni.

## App Jio
Nel maggio 2016, Jio ha lanciato una piattaforma trasversale di app multimediali su Google Play come parte dei suoi servizi 4G. Sebbene le app siano disponibili per il download per tutti, per accedere è richiesta una scheda SIM Jio. Anche se buona parte di esse risultano ancora in beta, le app degne di nota includono:
- JioBrowser - un browser web per dispositivi Android
- JioChat - app di messaggistica istantanea [37]
- JioCinema - Libreria video HD online [38]
- JioCloud - strumento di backup basato su cloud [39]
- JioHealth - app servizi sanitari
- JioNews - e-reader per notizie [40]
- JioMeet - piattaforma di videoconferenza [41]
- JioMoney - Pagamenti online / app wallet [42]
- JioSaavn - per lo streaming di musica online e offline in inglese e in lingua indiana
- JioSecurity - app di sicurezza [43]
- JioTV - Servizio di streaming di canali TV
- JioVoice - telefono VoLTE [44]
- MyJio - gestione account Jio e servizi associati [45][46]

### Telefoni 4G convenienti
Reliance Jio ha collaborato con Google per produrre telefoni 4G "convenienti". Questi telefoni funzioneranno esclusivamente sulla rete Jio. Le due società stanno anche lavorando allo sviluppo di software per servizi di smart TV. Entrambi avrebbero dovuto essere lanciati nel 2017.

## Branding e marketing
Il 24 dicembre 2015, l'attore di Bollywood Shah Rukh Khan è stato nominato ambasciatore del marchio di Jio.

### Pokémon Go
Il gioco AR basato sulla posizione Pokémon Go è stato lanciato in India nel dicembre 2016 in collaborazione con Jio, in cui centinaia di negozi Jio e altri mercati e centri commerciali Reliance sono diventati PokéStop e Palestre sponsorizzati.

## Ricezione di Jio Prime
A luglio, più di 12,5 crore (125 milioni) di clienti Jio avevano optato per Jio Prime. L'ultima data per la registrazione all'iscrizione a Jio Prime era il 31 marzo 2017. Questo è stato prorogato fino al 15 aprile 2017 insieme all'introduzione di una nuova offerta, "Jio Summer Surprise", che dava ai clienti tre mesi di servizi gratuiti. Il 6 aprile 2017, Telecom Regulatory Authority of India (TRAI) ha consigliato a Jio di ritirare questa offerta.